# Cyclothone microdon
Cyclothone microdon là một cá của họ Gonostomatidae, phong phú tại tất cả các đại dương trên thế giới ở độ sâu từ 300 đến 2.500 m (1,000-8,200 ft). Chiều dài của nó là từ 10 đến 15 cm (4-6 inch).